# اکسیوریده
اکسیوریده یک تیره از کرم‌های لوله‌ای است که در رده Secernentea قرار دارد. تیره اکسیوریده شامل هشت سرده است. همچنین کرمک در این تیره قرار دارد.